# Benjamin Kigen
Benjamin Kigen (ur. 5 lipca 1993) – kenijski lekkoatleta specjalizujący się w biegach długich.
W 2019 sięgnął po złoto igrzysk afrykańskich w Rabacie oraz zajął 6. miejsce w finale biegu na 3000 metrów z przeszkodami podczas światowego czempionatu w Dosze. Mistrz światowych igrzysk wojskowych (2019). W 2021 zdobył brązowy medal igrzysk olimpijskich w Tokio.
Medalista mistrzostw Maroka.
Rekord życiowy w biegu na 3000 metrów z przeszkodami: 8:05,12 (12 lipca 2019, Monako).

## Osiągnięcia
| Rok  | Impreza                             | Miejsce      | Konkurencja                   | Pozycja    | Wynik   |
| ---- | ----------------------------------- | ------------ | ----------------------------- | ---------- | ------- |
| 2019 | Igrzyska afrykańskie                | Rabat        | bieg na 3000 m z przeszkodami | 1. miejsce | 8:12,39 |
| 2019 | Mistrzostwa świata                  | Doha         | bieg na 3000 m z przeszkodami | 6. miejsce | 8:06,95 |
| 2019 | Światowe wojskowe igrzyska sportowe | Wuhan        | bieg na 3000 m z przeszkodami | 1. miejsce | 8:24,50 |
| 2021 | Igrzyska olimpijskie                | Tokio        | bieg na 3000 m z przeszkodami | 3. miejsce | 8:11,45 |
| 2022 | Mistrzostwa Afryki                  | Saint-Pierre | bieg na 3000 m z przeszkodami | 6. miejsce | 8:38,83 |
| 2022 | Mistrzostwa świata                  | Eugene       | bieg na 3000 m z przeszkodami | eliminacje | 8:22,52 |